# Cromosoma Y
El cromosoma Y és un dels cromosomes determinants del sexe en els humans i en la majoria de mamífers. En mamífers conté el gen SRY responsable de la masculinització de l'embrió, que activa entre altres coses el desenvolupament dels testicles durant l'embriogènesi.
La majoria de mamífers tenen un parell de cromosomes sexuals a cada cèl·lula. Els mascles tenen un cromosoma Y i un X, mentre que les femelles tenen dos cromosomes X. Durant la meiosi aquests no presenten recombinació genètica total.
En mamífers, el cromosoma Y conté el gen que activa el desenvolupament embrionari cap a mascle. Aquest gen és el SRY. Altres gens (a més a més del SRY) situats als cromosoma Y humà i d'altres mamífers són necessaris per a la producció normal d'esperma.
Molts grups d'organismes, a banda dels mamífers, tenen cromosomes Y, però aquests cromosomes Y no comparteixen un ancestre comú amb els dels mamífers. Grups com les mosques del vinagre (Drosophila melanogaster i altres espècies), altres insectes, alguns peixos, alguns rèptils i algunes plantes. En les mosques del vinagre, no existeix el cromosoma Y no determina el desenvolupament masculí. De fet, el sexe d'aquests dípters es determina per la presència o absència de cromosomes X. De manera que, les mosques de la fruita XX són femelles, i les que només presenten un sol cromosoma sexual X són mascles.

## Aparició del cromosoma Y

Imatge del cromosoma Y humà.

El cromosoma Y és el responsable, en els mamífers, de la diferències fisiològiques entre els sexes.
Però fa milions d'anys els cromosomes X i Y eren idèntics fins que es va començar a diferenciar el cromosoma Y en els mascles. El cromosoma Y només porta uns 20 gens (mentre que el cromosoma X té milers de gens) Segons el 
SIB (Swiss Institute of Bioinformatics) els primers gens del sexe aparegueren en els mamífers fa uns 180 milions d'anys, durant el període Juràssic.
La recerca es va fer comparant seqüències genètiques en 15 llinatges diferents d'animals mamífers (placentaris marsupials i monotremes) i amb les dels pollastres com a comparació. L'estudi va necessitar una quantitat d'hores de càlcul enorme, 29.500 hores de càlcul amb ordinador.

## Cromosoma Y humà
En humans es presenten trisomies cromosòmiques de forma poc freqüent. Alguns homes presenten configuracions del tipus XXY (vegeu síndrome de Klinefelter), o la síndrome XYY, i algunes dones presenten trisomia del cromosoma X (XXX) o un sol cromosoma sexual X (X0) (vegeu síndrome de Turner). Hi ha altres excepcions en què el gen SRY ha sigut modificat, o recombinat per error a un cromosoma X (produint un mascle XX). Per a fenòmens relacionats vegeu síndrome d'insensibilitat als andrògens i intersexe.
En els humans, el cromosoma Y conté 58 milions de parells de bases, amb 78 a 86 gens, que codifiquen només 23 proteïnes diferents. Aquesta relació és típica en moltes espècies, el cromosoma Y conté menys gens que qualsevol dels altres cromosomes.
Com a conseqüència del fet que el cromosoma Y canvia de manera relativament lenta al llarg del temps i que només es transmet de pares a fills, s'ha usat per a traçar llinatges paterns. Aquesta és la causa d'unes poques malalties genètiques conegudes en humans (44 en total).
El cromosoma Y humà no es pot recombinar amb el cromosoma X, excepte en uns petits trossos de les regions pseudoautosòmiques als telòmers (que comprèn aproximadament un 5 per cent de la longitud del cromosoma). Aquestes regions són relíquies d'una homologia ancestral entre els cromosomes X i Y.